# 泰國潘納石首魚
泰國潘納石首魚為輻鰭魚綱鱸形目鱸亞目石首魚科的其中一種，分布中西太平洋區，包括越南、泰國及婆羅洲等海域，體長可達50公分，棲息在沿岸海域及河口，可做為食用魚。